# Embodiment
Embodiment (deutsch: Verkörperung, Inkarnation oder Verleiblichung) ist eine These aus einem neueren Teilbereich der Kognitionswissenschaft, welcher sich mit der Erklärung von Bewusstsein beschäftigt. Demnach benötigt die Entstehung von Bewusstsein einen Körper, setzt also eine physische Interaktion voraus. Diese Auffassung ist der klassischen Interpretation des Bewusstseins (insbesondere im Sinne des Kognitivismus und computationaler Theorien) entgegengesetzt.

## Konzept
Das Kognitionsverständnis des Embodiment entspricht etwa dem, was mittlerweile über den Vorgang der Wahrnehmung bekannt ist: Die Wahrnehmung ist demnach kein Prozess der Abbildung sensorischer Stimuli auf ein inneres Modell der Welt, sondern eine sensomotorische Koordination, die sich immer im Gesamtkonzept eines handelnden Wesens ereignet. Sie wird von der KI-Forschung als Complete agent bezeichnet.
Allgemeiner wird Embodiment zunehmend in der Psychologie (besonders der Sozialpsychologie und Klinischen Psychologie) verwendet, um die Wechselwirkung zwischen Körper und Psyche zu betonen. Es ist nicht nur so, dass sich psychische Zustände im Körper ausdrücken („nonverbal“ als Gestik, Mimik, Prosodie, Körperhaltung), es zeigen sich auch Wirkungen in umgekehrter Richtung: Körperzustände beeinflussen psychische Zustände. Beispielsweise haben Körperhaltungen, die aus irgendeinem Grund eingenommen werden, Auswirkungen auf Kognition (z. B. Urteile, Einstellungen) und Emotionalität.
Diese Thesen werden auch in der Soziologie und Sozialpsychologie sowie von einigen theoretischen Biologen bereits seit längerem vertreten. So wurde von Jakob Johann von Uexküll seit 1909 eine „Umweltlehre“ entwickelt, nach der Wahrnehmung auf einen Funktionskreis angewiesen ist, für den sowohl „Wirkorgane“ (der Bewegungsapparat) als auch Sinnes- bzw. „Merkorgane“ konstitutiv sind (vgl. auch Eigenbewegung). Als Grundlage können daneben die Theorien von George Herbert Mead und aus der Leibphänomenologie Maurice Merleau-Ponty, Hermann Schmitz und Sozialphänomenologie Alfred Schütz genannt werden. In neueren Diskussionen wurde diese Erkenntnis durch soziologische Praxistheorien (vgl. Pierre Bourdieu und Anthony Giddens) bzw. Theorien im Zuge des sozialtheoretischen practice turn wiederentdeckt.
Ein Verbindungsstück zwischen den Konzepten findet sich in der Aktivitätstheorie der kulturhistorischen Schule der sowjetischen Psychologie, die von Wygotski inspiriert und von Leontjew begründet wurde und in Deutschland v. a. durch Klaus Holzkamps Kritische Psychologie bekannt wurde. Auch die interpretative Videoanalyse in den Workplace Studies, die den theoretischen Ansatz der Ethnomethodologie vertreten, hat sich bereits in den 1980ern intensiv mit dem Konzept des Embodiment auseinandergesetzt. Im Bereich der Psychotherapie und der Körpertherapien hat Hilarion G. Petzold mit der von ihm begründeten Integrativen Bewegungs- und Leibtherapie einen konsequenten Embodiment-Ansatz vertreten, der den Menschen als Leibsubjekt eingebettet in der Lebenswelt (embodied and embedded) sieht. Im Hintergrund stehen Ideen von Maurice Merleau-Ponty, Alexander Lurija und Lew Wygotski. Die Aufnahme und Interiorisierung von Information aus der ökologischen und sozialen Welt durch das „totale Sinnesorgan des Leibes“ macht den Menschen zum „informierten Leib“, der Weltverhältnisse verkörpert. Kommt es zu negativen und belastenden Verkörperungen, die im Leibgedächtnis gespeichert werden, können psychische und psychosomatische Störungen die Folge sein. Sie erfordern in der Therapie korrektive Embodiments durch neue, heilsame Leiberfahrungen, ein Ansatz, der durch moderne Interozeptionsforschung gut gestützt wird.

## Sechs Auffassungen über Embodiment
Margaret Wilson hat sechs Blickwinkel auf das Embodiment formuliert:
1. Kognition ist situiert / verortet
„Kognitive Aktivität erfolgt im Kontext einer realen Umgebung und beinhaltet Wahrnehmung und Handlung.“ Als situierte Kognition versteht man Kognitionen, die im Kontext von aufgabenrelevanten Inputs und Outputs stattfinden. So werden z. B., während ein kognitiver Prozess ausgeführt wird, weitere Wahrnehmungsinformationen aufgenommen, die wiederum die Verarbeitung beeinflussen. Außerdem werden motorische Aktivitäten ausgeführt, welche die Umgebung im Hinblick auf die relevante Aufgabe beeinflussen. Ein Beispiel für eine kognitive Aktivität, die situiert ist, ist das Autofahren, bei dem das kognitive System der wahrnehmenden Person ständig neuen Input aus der Umgebung während des Fahrens aufnimmt.
2. Kognition steht unter Zeitdruck
Dadurch, dass situierte Kognitionen in Echtzeit ablaufen, stehen diese unter Zeitdruck. Eine Metapher, die diesen Umstand verdeutlicht, ist der so genannte „repräsentationale Flaschenhals“. In Situationen, in denen schnelle und sich kontinuierlich entwickelnde Antworten erforderlich sind, besteht eventuell nicht genügend Zeit, um ein vollständiges mentales Modell der Umwelt zu konstruieren, aus dem Handlungen für die Handlungsausführung abgeleitet werden können. Daher sind effiziente Mechanismen erforderlich, um auch unter Zeitdruck situationsangemessene Handlungen hervorbringen zu können. Ein Argumentationsstandpunkt ist, dass Menschen so „gebaut sind“, dass sie diesen „repräsentationalen Flaschenhals“ umgehen können und auch in Situationen unter Zeitdruck dazu fähig sind, gut zu funktionieren.
3. Wir laden kognitive Arbeit auf die Umgebung ab
Aufgrund der Beschränkungen des menschlichen Informationsverarbeitungssystems (Beschränkungen der Aufmerksamkeit und des Arbeitsgedächtnisses) ist es sinnvoll, die kognitive Belastung in bestimmten Situationen durch verschiedene Strategien zu reduzieren. Bei neuen Aufgaben lässt sich die kognitive Belastung reduzieren, indem die Umgebung strategisch genutzt wird. So können Informationen in der Umgebung, z. B. in Form von Kalendern oder Computerdateien, hinterlegt werden, auf die bei Bedarf zugegriffen werden kann. Dadurch fällt die vollständige Enkodierung dieser Informationen weg.
4. Die Umgebung ist Teil des kognitiven Systems
Einige Autoren vertreten auf der Basis der Erkenntnis, dass der Körper und die Umgebung eine Rolle bei kognitiven Aktivitäten spielen, eine noch stärkere Behauptung. Sie gehen davon aus, dass Kognition nicht allein eine Aktivität des Geistes ist, sondern über die gesamte Situation verteilt ist, also sowohl den Geist wie auch den Körper und die natürliche und kulturelle Umgebung sowie andere Menschen beinhaltet. Das bedeutet, dass die kognitive Aktivität eines Individuums nicht nur aus dessen Kopf kommt, sondern auch durch die soziokulturelle Umgebungssituation, in der sich die Person befindet. Somit ist die kognitive Aktivität stets davon abhängig, in welcher Situation wir uns befinden. Daraus ergibt sich die Schlussfolgerung, dass die Situation und die wahrnehmende Person zusammen als einheitliches System zu untersuchen sind (distributed cognition).
5. Kognition dient der Handlung
Kognitive Mechanismen werden hinsichtlich ihrer Funktionen und ihres Zwecks betrachtet, die/den sie erfüllen. Im Falle der visuellen Wahrnehmung ist die traditionelle Annahme, dass der Zweck des visuellen Systems darin besteht, eine interne Repräsentation der wahrgenommenen Welt aufzubauen. Dabei wird zwischen dem ventralen visuellen Pfad („Was“) und dem dorsalen visuellen Pfad („Wo“) unterschieden. Diese beiden Pfade generieren die Repräsentationen der Objektstruktur und der räumlichen Beziehungen von Objekten. Die Funktion liegt in visuell gestützten Handlungen wie Erreichen und Zupacken. In Einklang mit dieser Sichtweise wurde in einer Untersuchung von Craighero u. a.(1997) herausgefunden, dass bestimmte Arten von visuellem Input motorische Aktivität primen kann. So erleichterte das Sehen eines Rechtecks mit einer bestimmten Orientierung eine nachfolgende motorische Greifaufgabe, wenn das zu greifende Objekt dieselbe Ausrichtung des Rechtecks besaß.
6. Kognition ist körperbasiert
Abstrakte kognitive Prozesse basieren häufig auf der Simulation von sensomotorischen Prozessen. Als Beispiele dafür kann das Zählen an Fingern herangezogen werden. Ein Kind lernt zu zählen, indem es eine Anzahl an Dingen mit der Bewegung von der gleichen Anzahl an Fingern repräsentiert. Mit Übung kann das Zählen auf ein Fingerzucken reduziert werden und anschließend völlig ohne Bewegung durchgeführt werden. Allerdings gehen verkörperte Theorien davon aus, dass die motorischen Programme des Fingerbewegens für die Repräsentation von Zahlen erhalten bleiben und so das menschliche Verständnis von Zahlen an Erfahrungen geknüpft ist. Andere Beispiele, die von einer solchen Simulation von Erfahrungen bei abstrakten Denkprozessen ausgehen, sind die mentale und bildliche Vorstellungskraft, das episodische Gedächtnis, die Findung von Problemlösestrategien, die Sprache und das emphatische Verstehen von dem psychischen Zustand einer anderen Person.

## Embodiment in Bildwissenschaft und Kunst
Das Forschungsprojekt Bildakt und Verkörperung der Humboldt-Universität zu Berlin schlug eine Brücke zwischen philosophischer Embodiment-Theorie und der Bildwissenschaft. Eine zentrale These des Projekts ist, „dass der gesamte Körper wahrnimmt“. Das Forschungsprojekt untersucht u. a. Verkörperungspraktiken und -theorien in Ästhetik und Kunst; beispielsweise befasste sich der Künstler Stephan von Huene mit Embodiment-Theorien in seinen Klangkunstwerken.